# 차입 거래
캐리 거래(carry trade)는 빌린 돈으로 유가증권 등의 금융자산을 사들여 보유하고 있다가 일정기간 후에 자산을 매각함으로써 그 차액을 노려 수익을 얻으려고 하는 거래 또는 투자기법을 의미한다. 돈을 빌려서 시작하는 거래라는 의미에서 차입 거래라고도 한다.

## 캐리
'carry trade'에서 'carry'(캐리, 받아올림)는 유가증권 등 어떤 자산을 보유하고 있음으로 인해서 발생하는 수익 또는 비용을 말한다. 차입 거래에서는 보유자산의 금리와 차입금리의 관계가 중요하다. 예를 들어 증권을 보유하는 경우, 증권금리가 차입금리보다 높으면 정적 캐리(正的 carry, positive carry), 증권금리가 차입금리보다 낮으면 부적 캐리(不的 carry, negative carry)라고 한다.

## 엔 차입 거래
엔 차입 거래는 대표적인 차입 거래 중 하나로, 일본의 금리가 낮을 때 각광받던 투자기법이다.
낮은 금리로 엔화를 빌려 상대적으로 수익률이 높은 나라의 화폐 자산을 매입하여 수익을 내는 것이다. 엔화를 빌릴 때와 비교하여 갚을 때 환율이 높다면 손실이 발생할 수 있다.

## 같이 보기
- 이자율 평가 조건
- 엔고불황